# Federico Kukso
Federico Kukso (Buenos Aires, 23 de junio de 1979) es un escritor y periodista científico argentino, especializado en la historia de la ciencia.

## Biografía
Kukso estudió Ciencias de la Comunicación en la Universidad de Buenos Aires. Posteriormente se especializó en historia de la ciencia, STS (Science and Technology Studies) e historia de la ciencia ficción en la Universidad de Harvard y en el Massachusetts Institute of Technology.
Fue editor de ciencia en el suplemento “Futuro” de Página/12, a cargo del escritor Leonardo Moledo. 
A partir de 2008, fue editor de ciencia y tecnología en el diario Crítica de la Argentina.  
Desde 2010 fue subeditor de la sección "Ideas" en la revista cultural Ñ (Clarín) y colaborador frecuente en la revista Muy Interesante Argentina, a cargo de Cristina DiPietro.
Escribe sobre ciencia, tecnología y cultura para medios como La Nación, Le Monde Diplomatique, Brando y Agencia Sinc (España), Tec Review (México), entre otras publicaciones.
En 2015 fue seleccionado para el programa Knight Science Journalism Fellowship del MIT, dirigido por la periodista científica y Premio Pulitzer Deborah Blum. 
Recibió el Diploma al Mérito Konex en 2017 en la categoría Comunicación-Periodismo.
Es miembro de la comisión directiva de la World Federation of Science Journalists.
Es integrante de la Red Argentina de Periodismo Científico.

## Obra

### Ensayo
- El baño no fue siempre así (2007)
- Todo lo que necesitás saber sobre ciencia (2015)
- Dinosaurios del fin del mundo (2018)
- Odorama: Historia cultural del olor (2019)
- Frutologías: Historia Política y Cultural de las Frutas (2025)